# Masacre de Olenivka
La masacre de Olenivka ocurrió el 29 de julio de 2022, durante la invasión rusa de Ucrania, cuando se una explosión destruyó una prisión operada por las fuerzas de ocupación rusas en Olenivka (Óblast de Donetsk, controlada por la República Popular de Donetsk) que albergaba a prisioneros de guerra ucranianos. Cincuenta y tres prisioneros ucranianos murieron, otros setenta y cinco resultaron heridos y fueron heridos también 8 guardias de la RPD. La mayoría de las víctimas eran miembros del  Regimiento Azov capturados en el complejo Azovstal durante el sitio de Mariúpol.

## Autoría
Las autoridades ucranianas y rusas se acusaron mutuamente del ataque a la prisión. Hasta el momento, no hay confirmación independiente sobre lo ocurrido.
El Servicio de Seguridad de Ucrania publicó grabaciones de conversaciones telefónicas grabadas entre soldados rusos y se refirió a fotografías de las instalaciones dañadas que sugerían que la parte rusa había colocado explosivos en el edificio.Según la Dirección de Inteligencia del Ministerio de Defensa de Ucrania, la explosión fue llevada a cabo por el Grupo Wagner. El Estado Mayor de las Fuerzas Armadas de Ucrania dijo que los rusos bombardearon la prisión para encubrir la tortura y el asesinato de prisioneros de guerra ucranianos que se habían producido allí.El Ministerio de Relaciones Exteriores de Ucrania apeló a la Corte Penal Internacional con respecto al ataque que calificó como un crimen de guerra ruso.
Las autoridades rusas afirmaron que las fuerzas ucranianas atacaron la prisión utilizando sistemas de cohetes HIMARS proporcionados por Estados Unidos.